# Congestione stradale

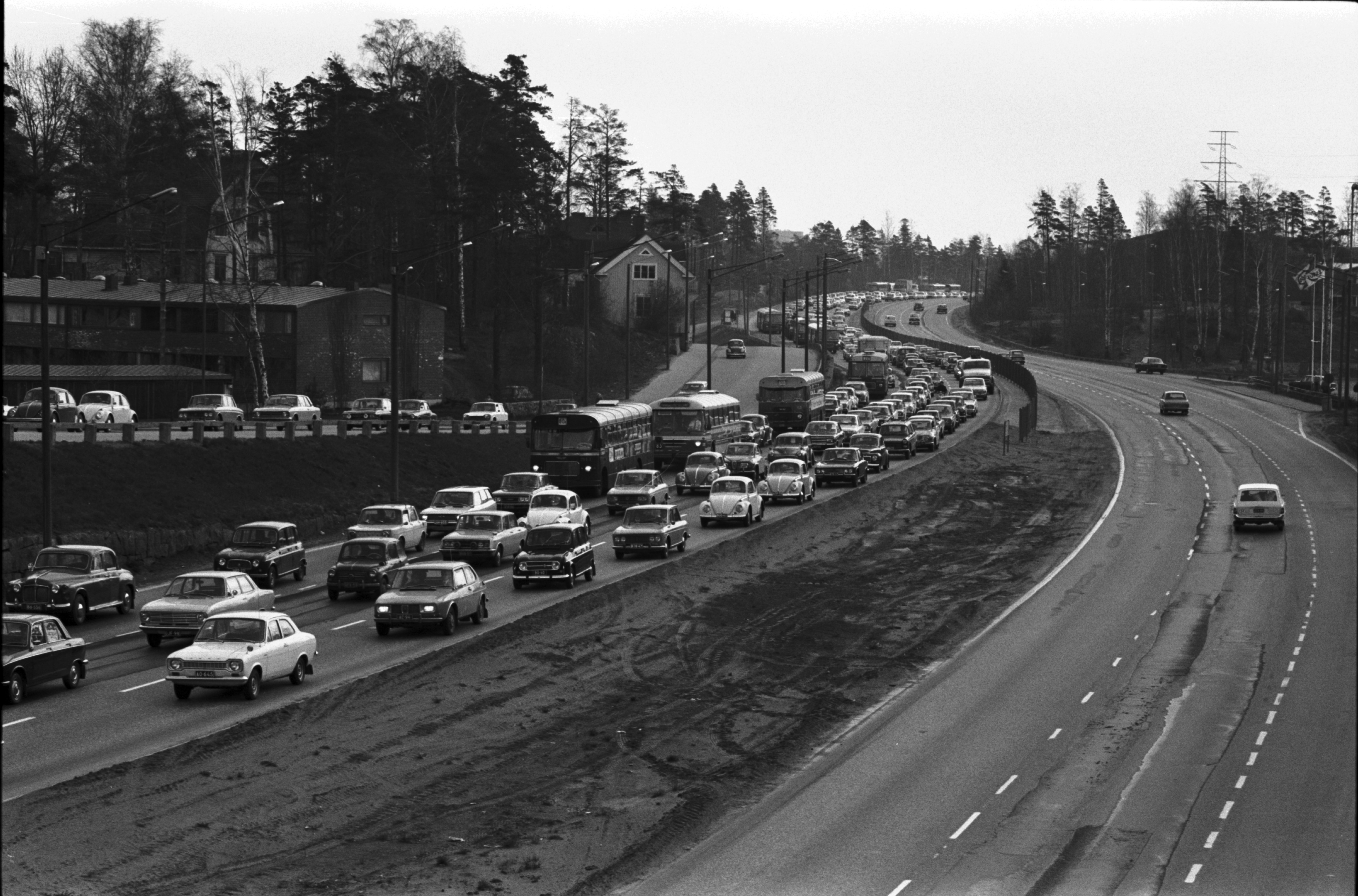
Ingorgo su una superstrada nell'ora di punta a Helsinki, maggio 1971

La congestione stradale è una condizione relativa ad una rete il cui utilizzo aumenta progressivamente fino a pervenire a situazione di bassa velocità, lunghi tempi di viaggio ed incremento delle code.
L'esempio più comune è l'impiego di strade da parte dei veicoli. Questo accade quando il traffico (cioè il flusso veicolare) è superiore alla capacità della strada (o a quella di una intersezione lungo di essa).

## Teorie matematiche
L'ingegneria del traffico applica spesso le regole della fluidodinamica per lo studio dei flussi e dei fenomeni di congestione.

## Classificazione

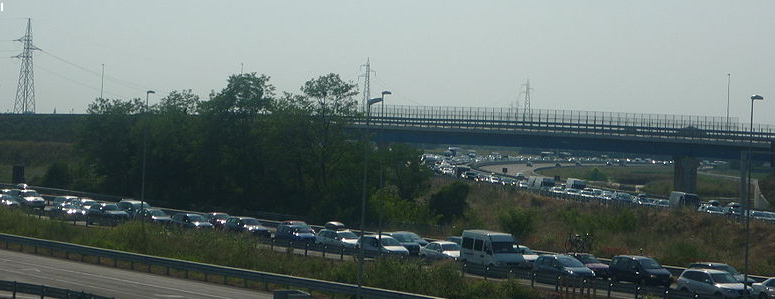
Intersezione tra due autostrade congestionate con relativo passaggio da 5 (3+2) corsie di marcia a 2 corsie di marcia

La classificazione qualitativa della congestione è eseguita in genere secondo una scala di sei lettere (da A ad F) che si riferiscono ai livelli di servizio (LOS), come definiti nell'Highway Capacity Manual. Questi livelli sono utilizzati in ingegneria dei trasporti come un modo rapido per descrivere i livelli di traffico su strade o incroci.

## Impatti negativi
Gli impatti sono diversi:
- perdita di tempo ("costo opportunità"), che comporta perdita di produzione e quindi di valore economico;
- ritardi e disguidi;
- impossibilità di previsione del tempo di viaggio;
- consumo aggiuntivo di carburante e conseguenti emissioni;
- stress sui veicoli e sui conducenti;
- ritardi nei mezzi impegnati in emergenze;
- calo dell'efficienza dei mezzi pubblici (autobus, scuolabus, taxi, ncc, ect).

## Contromisure

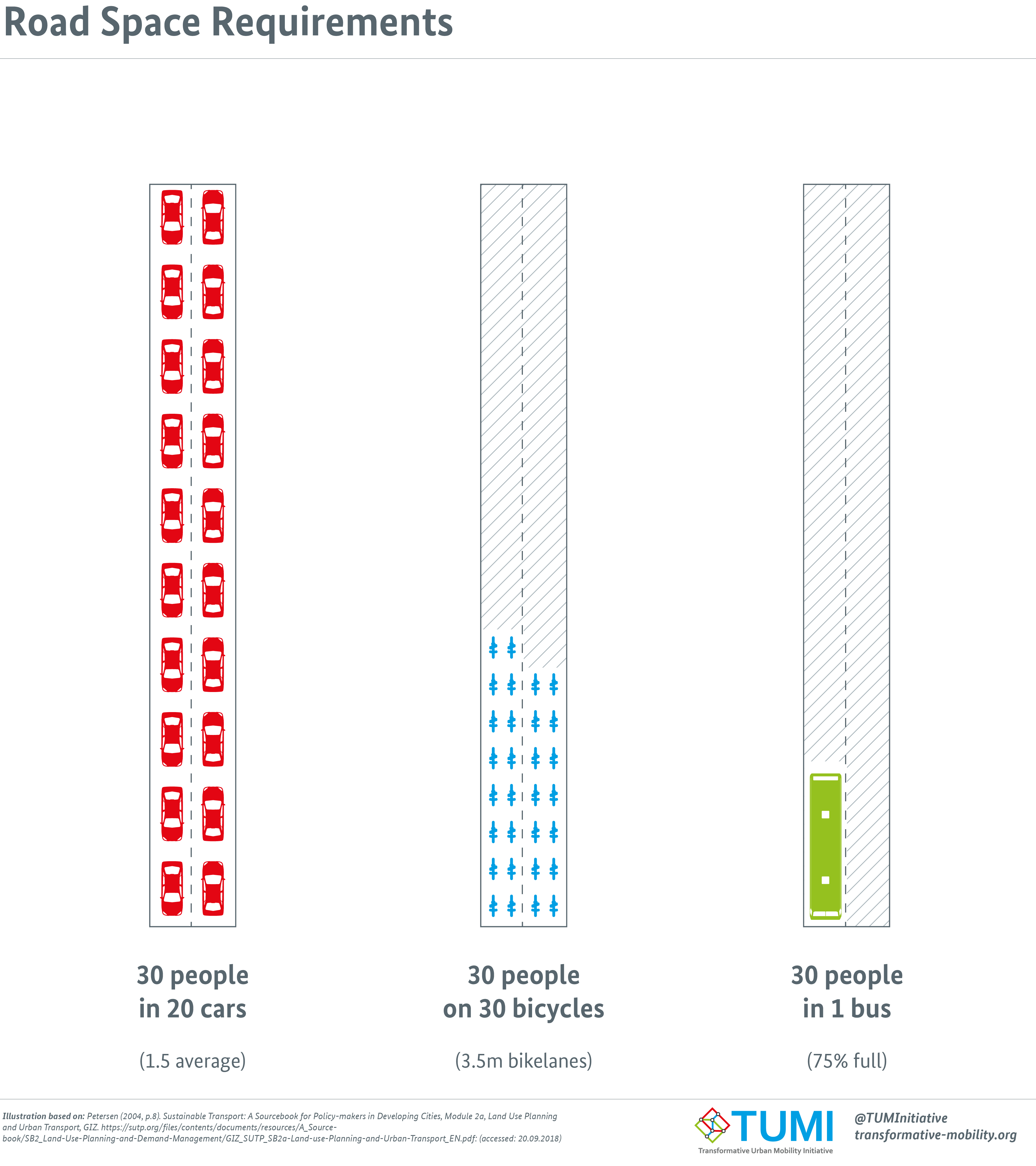
Spazio richiesto per vari mezzi di trasporto.

Fra le misure tese a ridurre il traffico, i livelli di emissioni e a incentivare l'uso dei mezzi pubblici, si possono ricordare: car sharing, car pooling, taxi bus, parcheggi a pagamento, Zone a traffico limitato, targhe alterne, rete di piste ciclabili, incentivazione e facilitazione delle biciclette su viabilità ordinaria, blocco totale del traffico, creazione di filovia e ferrotramvia, metropolitane sotterranee, treni metropolitani e metro "leggere" di superficie, i cosiddetti Intelligent transportation system.